# Bathytellina citrocarnea
Bathytellina citrocarnea is een tweekleppigensoort uit de familie van de Tellinidae. De wetenschappelijke naam van de soort is voor het eerst geldig gepubliceerd in 1958 door Kuroda & Habe.